# Langensendelbach
Langensendelbach là một đô thị thuộc huyện Forchheim trong bang Bayern nước Đức. Đô thị Langensendelbach có diện tích 9,59 km², dân số thời điểm 31 tháng 12 năm 2006 là 2850 người.